# Sagartia nigropunctata
Sagartia nigropunctata is een zeeanemonensoort uit de familie Sagartiidae. De anemoon komt uit het geslacht Sagartia. Sagartia nigropunctata werd in 1856 voor het eerst wetenschappelijk beschreven door Stimpson. 